# Mecistocephalus parvus
Mecistocephalus parvus är en mångfotingart som beskrevs av Chamberlin 1914. Mecistocephalus parvus ingår i släktet Mecistocephalus och familjen storhuvudjordkrypare. Inga underarter finns listade i Catalogue of Life.